# Spillway
Spillway is een buurt van de gemeente Deer Lake in de Canadese provincie Newfoundland en Labrador. De plaats ligt in het westen van het eiland Newfoundland.

## Geschiedenis
In de omgeving van het huidige Spillway ontstond helemaal op het einde van de 19e eeuw het gehucht Lake Siding, gelegen aan de Newfoundland Railway. Na de bouw van de Waterkrachtcentrale Deer Lake in 1923, ontstond bij de overlaat van die centrale de gemeenschap Spillway Road. Deze ging uiteindelijk kortweg als Spillway bekendstaan en groeide doorheen de 20e eeuw sterk. Rond 1970 was ze grotendeels versmolten met het historische gehucht Lake Siding.
In 1981 kregen de inwoners van Spillway voor het eerst een beperkte vorm van lokaal bestuur doordat de plaats een local service district werd. Volgens de volkstelling van 1986 telde Spillway 239 inwoners verspreid over 72 woningen.
De plaats behield haar beperkte zelfbestuur tot in het jaar 1993, waarna ze geannexeerd werd door de gemeente Deer Lake.

## Geografie
Spillway ligt net ten zuiden van het dorp Deer Lake, de hoofdplaats van de gelijknamige fusiegemeente. De buurt wordt van de bewoningskern Deer Lake gescheiden door de beek van de overlaat (Engels: spillway) van het Humberkanaal.
De plaats ligt vlak bij de oever van het Deer Lake, met de Trans-Canada Highway die tussen beiden in ligt. Direct ten zuidwesten van Spillway ligt de gemeentevrije plaats St. Judes.